# 2034年9月28日月食
2034年9月28日月食为一次將在协调世界时2034年9月28日出現的月偏食。該次月食半影食分為1.016、全影食分為0.020。偏食維持了16分。

## 概述
這次月食的食分是0.33，偏食維持了16分。

## 基本參數
- 類型：月偏食
- 食甚資料：
  - 日期：2034年9月28日
  - 時間：2:46
  - 月球位置：赤經0.33度、赤緯1.0度
  - 食分：半影食分：1.016、全影食分：0.020
  - 持續時間：偏食16分

## 外部連結
- NASA月食專頁（页面存档备份，存于）（英文）